# Щегловский сельсовет
Щегловский сельсовет — сельское поселение в Чановском районе Новосибирской области Российской Федерации.
Административный центр — село Щеглово.

## История
Статус и границы сельского поселения установлены Законом Новосибирской области от 2 июня 2004 года № 200-ОЗ «О статусе и границах муниципальных образований Новосибирской области»

## Население
| 2002 | 2010  | 2012  | 2013  | 2014  | 2015 | 2016 |
| ---- | ----- | ----- | ----- | ----- | ---- | ---- |
| 1418 | ↘1105 | ↘1057 | ↘1032 | ↘1008 | ↘977 | ↘949 |
| 2017 | 2018  | 2019  | 2020  | 2021  |      |      |
| ↘939 | ↘929  | ↘928  | ↘889  | ↘883  |      |      |

## Состав сельского поселения
| № | Населённый пункт | Тип населённого пункта       | Население |
| - | ---------------- | ---------------------------- | --------- |
| 1 | 2912 км          | населённый пункт             | ↘0        |
| 2 | Васильевка       | деревня                      | ↘252      |
| 3 | Добринка         | деревня                      | ↘69       |
| 4 | Николаевка       | деревня                      | ↘99       |
| 5 | Оравка           | деревня                      | ↘225      |
| 6 | Узунгуль         | посёлок                      | ↘57       |
| 7 | Чертокулич       | населённый пункт             | →0        |
| 8 | Щеглово          | село, административный центр | ↘403      |